# Moline (Kansas)
Pour les articles homonymes, voir Moline.
Moline est une ville américaine située dans le comté d'Elk, au Kansas. Selon le recensement de 2010, sa population est de 371 habitants.